# Hilaira minuta
Hilaira minuta is een spinnensoort in de taxonomische indeling van de hangmatspinnen (Linyphiidae).
Het dier behoort tot het geslacht Hilaira. De wetenschappelijke naam van de soort werd voor het eerst geldig gepubliceerd in 1979 door Kirill Yuryevich Eskov.